# XOOPS
XOOPS (uitspraak: zoeps) is een opensource-contentmanagementsysteem (CMS), een webtoepassing die beheerders toestaat om dynamische websites met diverse soorten inhoud te maken. Het kan worden geïnstalleerd op een server voorzien van een webserver (bijvoorbeeld Apache) geconfigureerd met de programmeertaal PHP en een database (bijvoorbeeld MySQL).
XOOPS wordt uitgegeven onder de GNU General Public License (GPL) en is voor iedereen vrij te gebruiken en te wijzigen. Software onder GPL wordt vaak aangeduid als opensourcesoftware (vrije software): iedereen is vrij de code met anderen te delen, zolang de GPL nageleefd wordt.

## Afkorting
XOOPS is een acroniem voor eXtensible Object Oriented Portal System. Hoewel het is begonnen als een portaalsysteem, wordt XOOPS verder ontwikkeld naar een contentmanagementsysteem dat door de modulaire opbouw functioneert als een raamwerk voor kleine, middelgrote en grote sites.

## Gebruik
Een beperkte installatie van XOOPS kan als persoonlijk weblog of dagboek worden gebruikt, maar deze kan worden uitgebreid en naar behoefte worden aangepast. Door het installeren van modules voor bijvoorbeeld fora en distributie (uploads en downloads) van bestanden ontstaat een middelgrote site waarmee een webgemeenschap wordt bediend. Voor een grote site, zoals voor een onderneming, kan gebruik worden gemaakt van in eigen beheer ontwikkelde modules; XOOPS is een geschikt platform voor het integreren van bestaande of nieuwe webapplicaties.

## Belangrijke eigenschappen
Gemeenschappelijke ontwikkelingDe groei en ontwikkeling van XOOPS is de verdienste van een wereldwijde groep vrijwillige ontwikkelaars. De XOOPS-gemeenschap heeft een groot aantal officiële ondersteunende sites voor steun aan niet-Engelssprekende gebruikers.
DatabasegestuurdXOOPS gebruikt een relationele database (momenteel  MySQL) om gegevens op te slaan voor ten behoeve van het contentmanagementsysteem.
ToegangsbeheerBeheerders (administrators) kunnen individuele gebruikers en/of gebruikersgroepen toegang geven of ontzeggen tot specifieke onderdelen van de site en hen al dan niet rechten toekennen voor het wijzigen, verwijderen, uploaden en publiceren.
GemodulariseerdDe modules kunnen worden geïnstalleerd, gede-installeerd, geactiveerd en gedeactiveerd vanuit de beheermodule.
Persoonlijke profielenGeregistreerde gebruikers kunnen hun profielen wijzigen, thema's uitkiezen, avatars uploaden et cetera.
GebruikersbeheerDe mogelijkheid om naar gebruikers, door middel van diverse criteria, te zoeken en om e-mail en privéberichten naar gebruikers te verzenden.
Multibyte-taalondersteuningXOOPS ondersteunt volledig multi-bytetalen, zoals Japans, Vereenvoudigd en Traditioneel Chinees, Koreaans, enz.
Op thema's gebaseerde interfacede interface kan aangepast worden door middel van thema's. Deze zijn ook in te stellen per gebruiker. Er zijn meer dan 200 thema's beschikbaar.